# 郭山郡
郭山郡（：／ Kwaksan gun */?）是朝鮮民主主義人民共和國平安北道的一個郡，位於该道的南部，南臨西朝鮮灣。面積374.5平方公里。

## 下轄區劃
下分一邑、十五里。